# شصت و چهارمین جوایز امی ساعات پربیننده
شصت و چهارمین دوره جایزه‌های امی برای ساعات پربیننده، که برای برگزیدن بهترین برنامه‌های تلویزیونی در فاصلهٔ زمانی ۱ جون ۲۰۱۱ تا ۳۱ می ۲۰۱۲، در تاریه ۲۳ سپتامبر ۲۰۱۲ در تئاتر نوکیا، لس‌آنجلس، کالیفرنیا برگزار می‌شود. جیمی کیمل میزبان برنامهٔ شبان‌گاهی و طنز، میزبان برنامهٔ امی، برای اولین بار، خواهد بود. کری واشینگتن و نیک آفرمن اسامی نامزدهای جوایز را در ۱۹ ژوئیه ۲۰۱۲ را اعلام خواهند کرد. شبکه کمپانی همه‌پخشی آمریکا بر حسب روش دوره‌ایی، این بار پخش‌کنندهٔ زنده مراسم به خواهد بود.

## زمانبندی
در ۲۴ مارس ۲۰۱۲، آمادمی علوم و هنر تلویزیون تاریخ‌های مهم جوایز امی پیش رو را به این شرح اعلام کرد.
| تاریخ                      | رویداد                                                                                                |
| -------------------------- | --- |
| ۱ جون ۲۰۱۲–۳۱ می ۲۰۱۲      | زمان‌های مقرر (بخش "قسمت‌های معلق" را مشاهده کنید)                                                      |
| هفته منتهی به ۲۶ مارس ۲۰۱۲ | آغاز فرایند برخط ورود                                                                                 |
| ۲۷ آوریل ۲۰۱۲              | آخرین زمان برای اعلام آرا از سوی اعضای آکادمی تلویزیون برای برنامه‌های سرشب                            |
| ۴ می ۲۰۱۲                  | انتهای رای‌گیری برای تمام رده‌ها، ۱ جون تا ۳۱ می ۲۰۱۲                                                   |
| ۱۱ جون ۲۰۱۲                | اعلام اسامی نامزدها بر روی سایت آکادمی ارائه خواهد شد                                                 |
| ۲۸ جون ۲۰۱۲                | زمان پایان اعلام رای به نامزدها به ارنست و یانگ                                                       |
| ۱۹ ژوئیه ۲۰۱۲              | نامزدها به صورت زنده در تئاتر لئوناردو اچ. گلدنسن هالیود کایفرنیا.                                    |
| هفته منهی به ۶ اوت ۲۰۱۲    | داوری بر روی دی‌وی‌دی‌ها در خانه توسط داوران انجام می‌شود و نتایج جوایز خلاقانه به آکادمی اعلام خواهد شد. |
| هفته منتهی به ۱۳ اوت ۲۰۱۲  | داوری بر روی دی‌وی‌دی‌ها در خانه توسط داوران انجام می‌شود و نتایج جوایز تلکست به آکادمی اعلام خواهد شد.   |
| ۲۴ اوت ۲۰۱۲                | آخرین زمان برای ارسال رای‌ها برای جوایز هنرهای خلاقانه به ارنست و یانگ                                 |
| ۳۱ اوت ۲۰۱۲                | آخرین زمان برای ارسال رای‌ها برای جوایز تلکست به ارنست و یانگ                                          |
| ۱۵ سپتامبر ۲۰۱۲            | جوایز هنرهای خلاقانه انجام خواهد شد                                                                   |
| ۲۳ سپتامبر ۲۰۱۲            | شبکه ای‌بی‌سی نتایج نهایی جوایز امی را به‌طور زنده پخش خواهد کرد.                                        |

### قوانیم آکادمی برای «قسمت‌های معلق
آکادمی تلویزیونی به «قسمت‌هایی معلق» شبمه استارز هشدار داد. این شبکه تعداد قابل توجهی از برنامه‌هایش به صورت «قسمت‌های معلق» هستند. «قسمت‌های معلق»، قسمت‌هایی است که بعد از پایان زمان اعلام شده از سوی آکادمی برای پایان فصل پخش می‌شوند برای مثال مجیک سیتی از شبکه استارز و مردان دیوانه از شبکه ای‌ام‌سی، که هر دو بعد از پایان تاریخ فصل یعنی در جون ۲۰۱۲، به پایان می‌رسند یعنی در می ۲۰۱۲. این برنامه‌ها اجازه یافته‌اند تا پیش از پخش همگانی و تلویزیونی از طریق وب منتشر شوند تا پیش از اتمام زمان بتوانند تمام قسمت‌ها را برای جوایز نامزد نمایند. قوانین قبلی آکادمی چنین اجازه‌ایی را نمی‌داد، در این قوانین تصریخ شده بود که ادامه یک فصل از برنامه تلویزیونی باید در همان رسانه‌ایی پخش شود، که نمایش آن را شروع کرده.

## نامزدها
نامزدهای جوایز شصت و چهارمین دوره جواز امی برا برنامه‌های سرشب در ۱۹ ژوئیه ۲۰۱۲ اعلام شد. این اعلام در تئاتر لئوناردو اچ. گلدنسن هالیود کایفرنیا صورت گرفت. نامزدها توسط کری واشیتگتن، ستاره شبکه اسکندال اعلام شد. میزبان مراسم جیمی کیمل خواهد بود. اگرچه تهیه‌کنندگان و ستاره‌های مجموعه تلویزیونی گمشده به دلیل نامزد شدن برای بهترین مجموعه تلویزیونی کوتاه، از تصمیمشان برای ساخت فصل دوم پرده برداشتند.

### برنامه‌های
| بهترین مجموعه تلویزیونی درام | بهترین مجموعه تلویزیونی کمدی |
| --- | --- |
| - میهن (شوتایم) - بوردواک امپایر (اچ‌بی‌او) - بریکینگ بد (ای‌ام‌سی) - داونناون ابی (پی‌بی‌اس) - بازی تاج و تخت (اچ‌بی‌او) - مردان دیوانه (ای‌ام‌سی)                                    | - خانواده امروزی (ای‌ب‌سی) - ۳۰ راک (انی‌بی‌سی) - تئوری مهبانگ (سی‌بی‌اس) - محدودکردن اشتیاق (اچ‌بی‌او) - دختران (اچ‌بی‌او) - معاون رئیس‌جمهور (اچ‌بی‌او)                                                                                   |
| بهترین مجموعه کوتاه یا فیلم تلویزیونی | بهترین برنامه متنوع، موسیقایی یا نمایش کمدی |
| - تغییرِ بازی (اچ‌بی‌او) - داستان ترسناک آمریکایی (اف‌اکس) - هاتسفیلد و مک‌کوی (شبکهٔ هیستوری) - همینگوی و گلهونر (اچ‌بی‌او) - لوتر (بی‌بی‌سی وان) - شرلوک:رسوایی در بلگراویا (پی‌بی‌اس) | - نمایش روزانه با جان استوارت (کمدی سنترال) - گزارش کلبرت (کمدی سنترال) - پخش‌زند با جیمی کیمل! (ای‌بی‌سی) - آخرِ شب با جیمی فالن (انی‌بی‌سی) - پخش زنده با بیل مار (اچ‌بی‌او) - ساتردی نایت لایو (انی‌بی‌سی)                            |
| بهترین برنامه مسابقه واقعی | بهترین برنامه پویا نمایی |
| - مسابقه باور نکردنی (سی‌بی‌اس) - رقص با ستاره‌ها (ای‌بی‌سی) - پروژه ران‌اوی (لایف تایم) - پس تو فکر می‌کنی میتونی برقصی (فاکس) - بهترین سرآشپر (براوو) - صدا (انی‌بی‌سی)             | - ۹۰ سالگی بتی وایت: احترامی با دختر طلایی آمریکا (انی‌بی‌سی) - کتی گریفین: آویزان خسته (براوو) - افتخارات مرکز کندی (سی‌بی‌اس) - مل بروکس و دیک کاوت دوباره باهم (اچ‌بی‌او) - تونی بنت: دوتایی ۲(اجرای بزرگ) (پی‌بی‌اس)               |
| بهترین برنامه واقع‌گرایانه | بهترین مجری برنامه واقعی یا مسابقات واقعی |
| - نمایش‌راه آنتیکوس (پی‌بی‌اس) - اتقلاب غذای جمی اولیور (ای‌بی‌سی) - افسانه‌زدایان (شبکه دیسکاوری) - تانک تیز (ای‌بی‌سی) - روسای زیرپوستی (سی‌بی‌اس) - فکر می‌کنی کی هستی؟ (انی‌بی‌سی)    | - تام برژران برای رقص با ستاره‌ها (ای‌بی‌سی) - کت دیلی برای پس فکر می‌کنی میتونی براصی (فاکس) - فیل کئوگان برای مسابقه باورنکردنی (سی‌بی‌اس) - رایان سیکرست برای آمریکن ایدل (فاکس) - بتی وایت برای خروج بتی وایت از راک‌ها (انی‌بی‌سی) |
| بهترین برنامه کودکان | |
| - دگراسی (تین‌نک) - خوشبحال چارلی (شبکه دیزنی) - آیکارلی (نیکلدون) - ویکتروس (نیکلدون) - جادوگران قصر واورلی (شبکه دیزنی)                                                     | |

### بازیگری

#### بازیگران نقش اصلی
| بهترین بازیگر نقش مرد در درام | بهترین بازیگر نقش زن در درام |
| --- | --- |
| - دمین لوییس در نقش نیکلاس برودی در میهن (قسمت: "مارین وان") (شوتایم) - هیو بونلی در نقش رابرت، ارلِ گرانتن در داونتاون ابی (پی‌بی‌اس) - استیو بوشمی در نقش ناکی تامپسون در بوردواک امپایر (قسمت: "دو قایق و نگهبان") (اچ‌بی‌او) - برایان کرانستن در نقش والتر وایت در برکینگ بد (ای‌ام‌سی) - مایکل سی هال در نقش دکتسر در دکستر (شوتایم) - جان هم در نقش دان دریپر در مردان دیوانه (ای‌ام‌سی)                                  | - کلیر دانس در نقش کری متیسون در میهن (قسمت: "جلیقه") (شوتایم) - کتی بیتس در نقش هریت "هری"کورن در قانون هریت (انی‌بی‌سی) - گلن کلوز در نقش پاتریشیا "پتی" هیوز در ضایعات (شبکه آودینس) - میشله داکری در نقش بانو ماری کراولی در داونتاون ابی (پی‌بی‌اس) - جولیا مارگولیس در نقش آلیشا فلوریک در همسر خوب (سی‌بی‌اس) - الیزابت ماس درنقش مارگارت "پگی" اولسن در مردان دیوانه (ای‌ام‌سی) |
| بهترین بازیگر نقش اول مرد در مجموعه کمدی | بهترین بازیگر نقش اول زن در مجموعه کمدی |
| - جان کرایر در نقش دکتر آلن هارپر در دو نفر و نصفی (سی‌بی‌اس) - الک بالدوین در نقش جک داناگی در ۳۰ راک (ان‌بی‌سی) - لوییس سی کی در نقش لویی در لویی (اف‌اکس) - دان چیدل در نقش مارتی کان در خانه دروغ‌ها (قسمت: "خداوندگار شرایط بحرانی اقتصادی") (شوتایم) - لر دیوید در نقش خودش در محدود کردن اشتیاقت (قسمت: "جوجه فلسطینی") (اچ‌بی‌او) - جیم پارسونزدر نقش دکتر شلدون کوپر در تئوری مهبانگ (قسمت: "انتقال گرگینه") (سی‌بی‌اس) | - جولیا-لوییس درایفس در نقش سلنا میرز در معاون رئیس جمهور (قسمت: "اشک‌ها") (اچ‌بی‌او) - زویی دشانل در نقش جسیکا دی در دختر جدید (فاکس) - لنا دانهام در نقش هانا هورواث در دختران (قسمت: "انجام داد") (اچ‌بی‌او) - ادی فاکو در نقش جکی پایتون در پرستار جکی (قسمت: "دیزنی‌لند گندش بزنه") (شوتایم) - تینا فی در نقش لیز لمن در ۳۰ راک (ان‌بی‌سی) - ملیسا مکارتی در نقش کولی فلاین در مایک و مولی (سی‌بی‌اس) - امی پولر در نقش لزلی ناپ در پارک‌های و تفرجگاه‌ها (قسمت: "برد، باخت یا مساوی") (ان‌بی‌سی) |
| بهترین بازیگر نفش اصلی مرد در مجموعه کوتاه یا فیلم تلویزیونی | بهترین بازیگر نفش اصلی زن در مجموعه کوتاه یا فیلم تلویزیونی |
| - کوین کاستنر در نقش ویلیام دویل انس هاتفیلد در هاتفیلد و مککوی (هیستوری) - بندیکت کامبرباچ در نقش شرلوک هلمز در شرلوک:رسوایی در بلگراویا (پی‌بی‌اس) - ادریس البادرنقش جان لوتر در لوتر (بی‌بی‌سی وان) - وودی هرلسون درنقش استیو اشمیت در تغییر بازی (اچ‌بی‌او) - کلایو اوون در نقش ارنست همینگوی در همینگوی و گلهورن (اچ‌بی‌او) - بیل پاسکتون در نقش رانادل مککویدر هاتفیلد و مککوی (هیستوری)                                 | - جولیان مور در نقش سارا پیلین در تغییر بازی (اچ‌بی‌او) - کانی بریتن در نقش ویون هارمون در داستان‌های ترسنام آمریکایی (اف‌اکس) - اشلی جاد در نقش ربکا وینستون در گمشده (ای‌بی‌سی) - نیکول کیدمن در نقش کارتا گلهورن در همینگوی و گلهورن (اچ‌بی‌او) - اما تامپن در نقش او (شی) در آهنگ ناهار (پی‌بی‌اس) |

#### بازیگران نقش مکمل
| بهترین بازیگر نقش مکمل مرد در درام | بهترین بازیگر نقش مکمل زن در درام |
| --- | --- |
| - آرون پال در نقش جس پینکمن در بریکینگ بد (ای‌ام‌سی) - جیم کارتر در نقش چالرز کارسون در داونتاون ابی (پی‌بی‌اس) - براندن کویل در نقش جان بیتز در داونتاون ابی (پی‌بی‌اس) - پیتر دینکلیج در نقش ترایون لانیستر در بازی تاج و تخت (قسمت: "بلک‌واتر") (اچ‌بی‌او) - جیانکارلو اسپوزیتو در نقش گاس فرینج در بریکینگ بد (قسمت: "هرمانوس") (ای‌ام‌سی) - جارد هریس در نقش لین پریس در مردان دیوانه (قسمت: "کمیسیون و قیمت‌ها") (ای‌ام‌سی)                | - مگی اسمیت در نقش ویولت، کنتسِ گرانتهام در داونتاون ابی (پی‌بی‌اس) - کریستینا بارانسکی در نقش دیان لاکهارت در همسر خوب (سی‌بی‌اس) - جوان فروگات در نقش آنا بیتز در داونتاون ابی (پی‌بی‌اس) - آنا گان در نقش اسکایلر وات در بریکینگ بد (ای‌ام‌سی) - کریستینا هندریکز در نقش جوان هریس در مردان دیوانه (ای‌ام‌سی) - آرچی پنجابی در نقش کالیندا شارمن در همسر خوب (فسمت: "تیم رویایی") (سی‌بی‌اس) |
| بهترین بازیگر نقش مکمل مرد در کمدی | بهترین بازیگر نقش مکمل زن در کمدی |
| - اریک استونزاترست در نقش کامرون تاکر در خانواده امروزی (ای‌بی‌سی) - تای بورل در نقش فیل دانفی در خانواده امروزی (قسمت‌ها: "پشتیبانی مادام‌العمر") (ای‌بی‌سی) - جسی تایلر فرگوسن در نقش میشل پریچت در خانواده امروزی (ای‌بی‌سی) - مکس گرنفیلد در نقش اشمیت در دختر جدید (قسمت: "کنترل") (فاکس) - بیل هیدر در نقش نقش‌های متنوع در ساتردی نایت لایو (فسمت: "میزان: کیتی پری") (ان‌بی‌سی) - اد اونیل در نقش جی پریچت در خانواده امروزی (ای‌بی‌سی) | - جولی بوون در نقش کلیر دانفی در خانواده امروزی (قسمت: "برو بالفورگ!") (ای‌بی‌سی) - میام بیالیکی در نقش دکتر. امی فاره فاولر در تئوری مهبانگ (قسمت: "مانور گول‌زننده براق") (سی‌بی‌اس) - کاترین جوستن در نقش کارن مک‌کلاسکی در کدبانوهای وامانده (ای‌بی‌سی) - سوفیا وریگارا در نقش گلوریا دلگادو-پریچت در خانواده امروزی (ای‌بی‌سی) - مریت ویور در نقش زویی بارکو در پرستار جکی (قسمت: "یک غلاف مسلح") (شوتایم) - کریستین ویگ در نقش‌های مختلف در ساتردی نایت لایو (قسمت: "میزان: میک جگر") (ان‌بی‌سی) |
| بهترین بازیگر نقش مکمل مرد در مجموعه کوتاه یا فیلم تلویزیونی | بهترین بازیگر نقش مکمل زن در مجموعه کوتاه یا فیلم تلویزیونی |
| - تام برنجر در نقش جیم ونس در 'هاتفلیدز و مک‌کوی (هیستوری) - مارتین فریمن در نقش دکتر جام واتسون در شرلوک: رسوایی در بلگراویا (پی‌بی‌اس) - اد هریس در نقش جان مک‌کین در تغییر بازی (اچ‌بی‌او) - دنیس اوهارا در نقش لری هاوِی در داستان ترسناک آمریکایی (اف‌اکس) - دیوید استریت‌هرین در نقش جان داس پاسوز در همینگوی و گلهورن (اچ‌بی‌او) | - جسیکا لانگ در نقش کنستنس لانگدان در داستان ترسناک آمریکایی (اف‌اکس) - فرانس کانووی در نقش مویرااوهارا در داستان ترسناک آمریکایی (اف‌اکس) - جودی دیویس در نقش جیل تاکارد در صفحه هشت (پی‌بی‌اس) - سارا پولسن در نقش نیکول والاس در تغییر بازی (اچ‌بی‌او) - ماری وینینگهام در نقش سالی مک‌کوی در هاتفیلد و مک‌کوی (هیستوری) |

## ارایه‌کنندگان
- عزیز انصاری[۶]
- ;کتی بیتز[۶]
- آندره بروور[۷]
- کانی بریتن[۷]
- استیو بوشمی[۶]
- لوییس سی کی[۸]
- استفن کلبرت[۶]
- جا کرایر[۹]
- کلیر دانس[۹]
- جرمی دیویس[۹]
- کت دنینگز[۶]
- زویی دشانل[۹]
- جیانکارلو اسپوزینو[۷]
- جیمی فالن[۶]
- تینا فی[۹]
- مایکل جی فاکس[۷]
- ریکی جرویس[۸]
- جنیفر گودوین[۸]
- جان هم[۷]
- ران هاوارد[۷]
- مندی کالینگ[۸]
- جین لوی[۶]
- لوسی لیو[۷]
- ست مکفارلن[۶]
- جولیانا مارگولیس[۷]
- ملیسا مکارتی[۹]
- جولیان مور[۷]
- هیدن پنیتیر[۶]
- جیم پارسونز[۸]
- متیو پری[۶]
- مارتا پلیمپتون[۹]
- امی پولر[۸]
- جیمز رولفی[۶]
- کیفر ساترلند[۷]
- امیلی ونکمپ[۹]
- جیمز ون در میک[۶]
- کری واشینگتن[۹]
- دیمون وینز جونیور[۶]

## بیشترین نامزدها
براساس شبکه
- اچ‌بی او – ۸۱
- سی‌بی‌اس – ۶۰
- پی‌بی‌اس – ۵۸
- ان‌بی‌سی – ۵۱
- ای‌بی‌سی – ۴۸
- ای‌ام‌سی – ۳۴
- فاکس – ۲۶

براساس برنامه:
- مردا دیوانه (ای‌ام‌سی) – ۱۷
- داستان ترسناک آمریکایی (اف‌اکس) – ۱۷
- هاتفیلدز و مک‌کوی (هستوری) – ۱۶
- داونتاون ابی  (پی‌بی‌اس) – ۱۶
- همینگوی و گلهورن (اچ‌بی‌او) – ۱۵
- خانواده امروزی (ای‌بی‌سی) – ۱۴
- ساتردی نایت لایو (ان‌بی‌سی) – ۱۴
- ۳۰ راک (ان‌بی‌سی) – ۱۳
- بریکینگ بد (ای‌ام‌سی) – ۱۳
- شرلوک: رسوایی در بلگراویا (پی‌بی‌اس) – ۱۳
- بوردواک امپایر (اچ‌بی‌او) – ۱۲
- تغییرِ بازی (اچ‌بی‌او) – ۱۲
- بازی تاج و تخت (اچ‌بی‌او) – ۱۱
- میهن (شوتایم) - ۹
- هشتادو چهارمین دوره جوایز سالاینه آکادمی (اسکار)  (ای‌بی‌سی) - ۸
- همسر خوب (سی‌بی‌اس) - ۷
- رقص با ستاره‌ها (ای‌بی‌سی) - ۷
- مسابقه شگفت‌انگیز (سی‌بی‌اس) - ۷

## بیشترین جایزه
براساس شبکه:
- اچ‌بی‌او - ۶
- ای‌بی‌سی/سی‌بیی‌اس – ۵
- شوتایم/اف‌اکس – ۴
- شبکه هستوری – ۲

براساس برنامه:
- خانواده امروزی (ای‌بی‌سی)/میهن (شوتایم)/ تغییرِ بازی (اچ‌بی‌او) – ۴
- دو نفر و نصفی (سی‌بی‌اس)/ هتسفیلد و مککوی (هیستوری) – ۲